# Gnjilan
Gnjilan (em cirílico: Гњилан) é uma vila da Sérvia localizada no município de Pirot, pertencente ao distrito de Pirot, na região de Visok. A sua população era de 2503 habitantes segundo o censo de 2011.

## Demografia
| 1948 | 1953 | 1961 | 1971 | 1981 | 1991 | 2002 | 2011 |
| ---- | ---- | ---- | ---- | ---- | ---- | ---- | ---- |
| 1342 | 1353 | 1341 | 1453 | 1474 | 2143 | 2478 | 2503 |